# Чомолонзо
Чомолонзо (кит. 珠穆隆索峰, Zhūmùlóngsuǒ Fēng) (7790 м) — вершина и горный массив в Тибете в хребте Махалангур-Химал в 5 километрах к северо-северо-востоку от Макалу, Гималаи. 24-я по высоте вершина мира.

## Физико-географические характеристики
Главная вершина имеет высоту 7790 метров. В остром скально-ледовом северо-северо-западном гребне выделяют также ещё две вершины: Северную (7199 м) и Центральную (7540 м). К западу и северо-востоку гребень обрывается до подножия на 2000-2500 метров крутыми скально-ледовыми стенами из гладкого гранита.

## История восхождений
Гора была обнаружена в 1921 году английской разведывательной экспедицией на Эверест. Впервые Чомолонзо Главная была покорена французскими альпинистами Лионелем Террайем и Жаном Кузи в октябре 1954 года с юга. Второе восхождение на главную вершину осуществила японская команда в октябре 1993 года по северо-западной стене с выходом в верхней части на французский маршрут. Третье восхождение осуществил в 1994 году Стив Бейн (в экспедиции принимал участие Анатолий Букреев) по французскому маршруту.
Чомолонзо Северная и Центральная были покорены в 2005 году французской экспедицией, в которой принимали участие Кристоф Мулан, Кристиан Троммсдорфф, Патрик Ваньон, Янник Грациани, Ян Боннвиль, Стефан Бенуа, Патрис Глэрон-Раппа и Эмерик Клоэ. 16 мая на Северную вершину поднялись Стефан Бенуа и Патрик Глэрон-Раппа по Западной стене. А 21 мая Центральная покорилась Кристиану Троммсдорффу и Яннику Грациани.